# Mussy-sur-Seine
Pour les articles homonymes, voir Mussy.
 (avril 2008).
Si vous disposez d'ouvrages ou d'articles de référence ou si vous connaissez des sites web de qualité traitant du thème abordé ici, merci de compléter l'article en donnant les références utiles à sa vérifiabilité et en les liant à la section « Notes et références ».
Mussy-sur-Seine est une commune française située dans le département de l'Aube, en région Grand Est.

## Géographie
| Gyé-sur-Seine | Plaines-Saint-Lange    | Essoyes                       |
| Les Riceys    | Mussy-sur-Seine        | Grancey-sur-Ource (Côte-d'Or) |
|               | Gomméville (Côte-d'Or) |                               |

La commune de Mussy-sur-Seine, au sud-est du département de l'Aube, est située à l'écart de la route départementale 971, traversée par la route départementale 17, à 52 km de Troyes, 99 km de Dijon et 220 km de Paris.
À 1 km au sud du bourg, on entre en Côte-d'Or et en région Bourgogne-Franche-Comté.

### Hydrographie
La commune est dans la région hydrographique « la Seine de sa source au confluent de l'Oise (exclu) » au sein du bassin Seine-Normandie. Elle est drainée par la Seine et le ruisseau des Hâtes,.
La Seine, un fleuve long de 775 km, coule dans le Bassin parisien et notamment dans le département de l’Aube en le traversant du sud-est au nord-ouest. Elle irrigue la commune dans sa partie centrale.

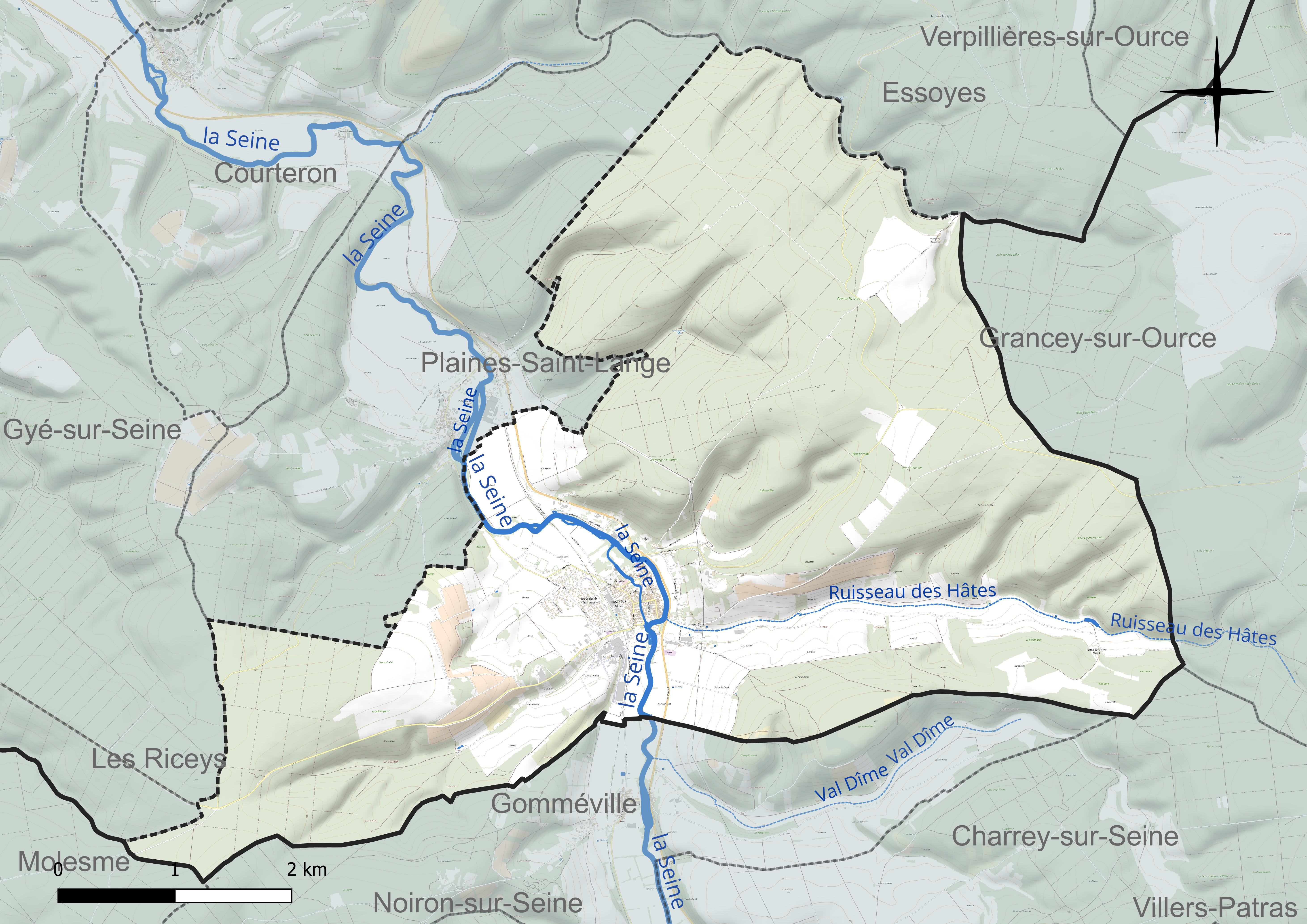
Réseau hydrographique de Mussy-sur-Seine.

### Climat
Pour des articles plus généraux, voir Climat du Grand Est et Climat de l'Aube.
En 2010, le climat de la commune est de type climat océanique dégradé des plaines du Centre et du Nord, selon une étude du Centre national de la recherche scientifique s'appuyant sur une série de données couvrant la période 1971-2000. En 2020, Météo-France publie une typologie des climats de la France métropolitaine dans laquelle la commune est exposée à un climat océanique altéré et est dans la région climatique Lorraine, plateau de Langres, Morvan, caractérisée par un hiver rude (1,5 °C), des vents modérés et des brouillards fréquents en automne et hiver.
Pour la période 1971-2000, la température annuelle moyenne est de 10,5 °C, avec une amplitude thermique annuelle de 15,8 °C. Le cumul annuel moyen de précipitations est de 847 mm, avec 12,4 jours de précipitations en janvier et 8,6 jours en juillet. Pour la période 1991-2020, la température moyenne annuelle observée sur la station météorologique de Météo-France la plus proche, « Celles-sur-ource », sur la commune de Celles-sur-Ource à 13 km à vol d'oiseau, est de 11,4 °C et le cumul annuel moyen de précipitations est de 747,2 mm. 
La température maximale relevée sur cette station est de 40,6 °C, atteinte le 25 juillet 2019 ; la température minimale est de −15 °C, atteinte le 1er mars 2005,,.
Les paramètres climatiques de la commune ont été estimés pour le milieu du siècle (2041-2070) selon différents scénarios d'émission de gaz à effet de serre à partir des nouvelles projections climatiques de référence DRIAS-2020. Ils sont consultables sur un site dédié publié par Météo-France en novembre 2022.

## Urbanisme

### Typologie
Au 1er janvier 2024, Mussy-sur-Seine est catégorisée commune rurale à habitat dispersé, selon la nouvelle grille communale de densité à 7 niveaux définie par l'Insee en 2022.
Elle est située hors unité urbaine et hors attraction des villes,.

### Occupation des sols
L'occupation des sols de la commune, telle qu'elle ressort de la base de données européenne d’occupation biophysique des sols Corine Land Cover (CLC), est marquée par l'importance des forêts et milieux semi-naturels (71 % en 2018), en diminution par rapport à 1990 (72,5 %). La répartition détaillée en 2018 est la suivante : forêts (70,8 %), terres arables (18,3 %), zones agricoles hétérogènes (6,2 %), zones urbanisées (3 %), cultures permanentes (1,5 %), milieux à végétation arbustive et/ou herbacée (0,2 %). L'évolution de l’occupation des sols de la commune et de ses infrastructures peut être observée sur les différentes représentations cartographiques du territoire : la carte de Cassini (XVIIIe siècle), la carte d'état-major (1820-1866) et les cartes ou photos aériennes de l'IGN pour la période actuelle (1950 à aujourd'hui).

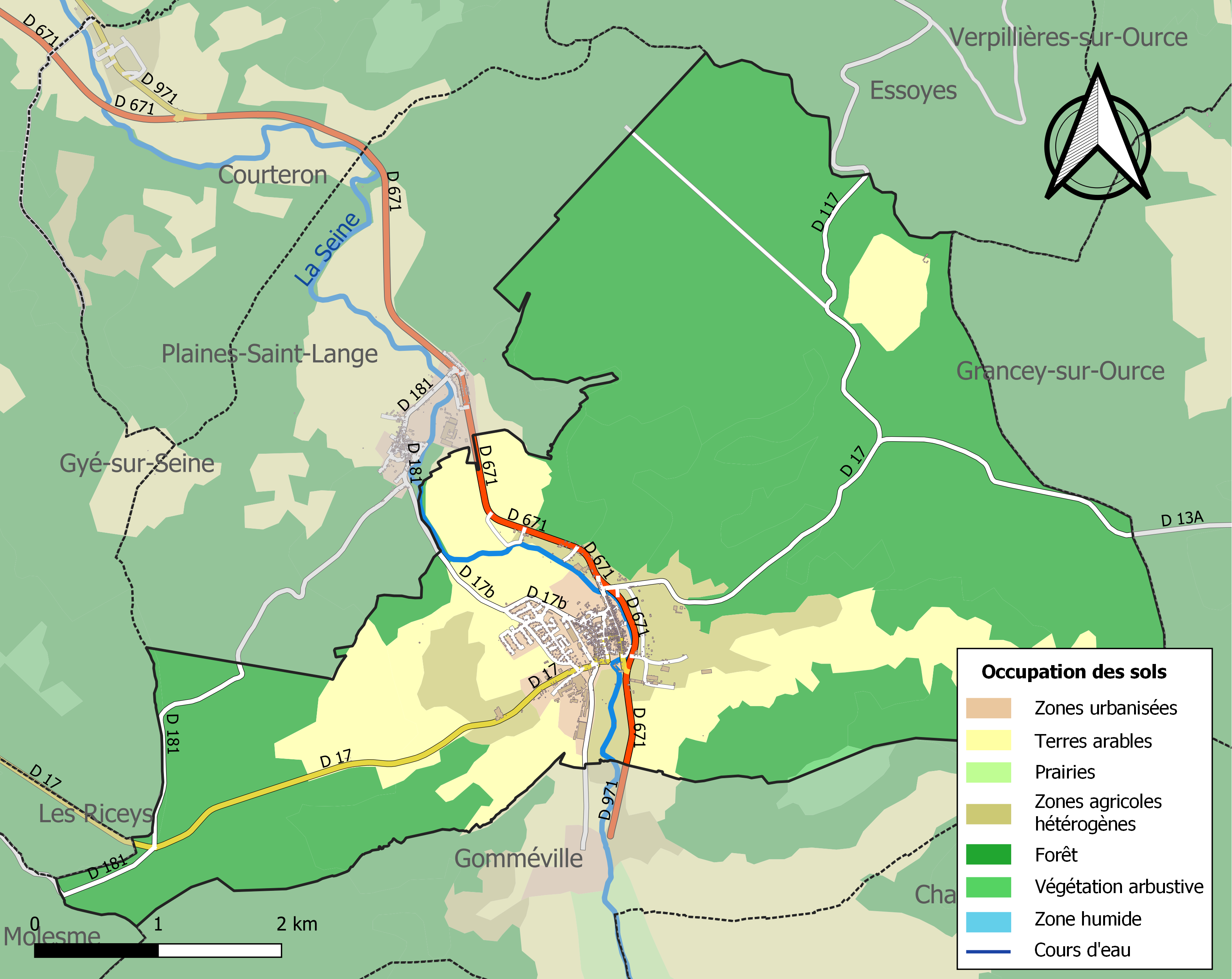
Carte des infrastructures et de l'occupation des sols de la commune en 2018 (CLC).

## Toponymie
Mussy est nommé Musiacum dans les temps anciens. La terminaison iacum en latin est commune à un grand nombre de noms géographiques gaulois. On retrouve des documents indiquant le village sous l’occupation romaine.
Au sujet du nom Mussy, dans le langage celtique, Mus signifie caché et sy rivière. Or, à une époque où les forêts couvraient une grande partie du sol, et où il n’y avait presque pas de culture, on a pu vouloir désigner le pays comme un lieu entouré de collines, et caché dans le bois près de la rivière[réf. nécessaire].
La commune s'est appelée Mussy-l'Évêque avant la Révolution française, car elle a pour seigneur l'évêque de Langres, et a conservé, par la suite, le nom révolutionnaire de Mussy-sur-Seine (à ne pas confondre avec Mussy-l'Évêque en Moselle).

## Histoire
De 407 à 987, Mussy est rattaché à la Bourgogne. Les Burgondes s’implantent également dans la région avec l’accord des Romains en 443. Mussy devient ensuite une ville du royaume de France, incluse dans la province de Champagne. Entre 1255 et 1464, à la suite de guerres contre la Bourgogne Mussy est sous tutelle du duché et depuis 1790 fait partie du département de l'Aube.
Il y a deux sources à Mussy, et comme de coutume en nos contrées, les évêques donnèrent des noms sous l’invocation des saints afin de faire oublier le culte des eaux. L’une est Saint-Nicolas et l’autre Saint-Hubert. Il existait un moulin depuis, au moins 1207 près du hameau de Lisle sur l'île de la papeterie, qui fonctionna jusqu'au milieu du XVIIIe siècle dont le papetier le plus connu était la famille Bernard. Ce moulin était la propriété du chapitre de la ville.
On trouve des serfs à Mussy jusqu’en 1269. Il est certain que d'après des documents il n’y en a plus en 1464, probablement à la suite de l’invitation faite par le roi Louis X et son décret de l’affranchissement de la servitude en 1315.

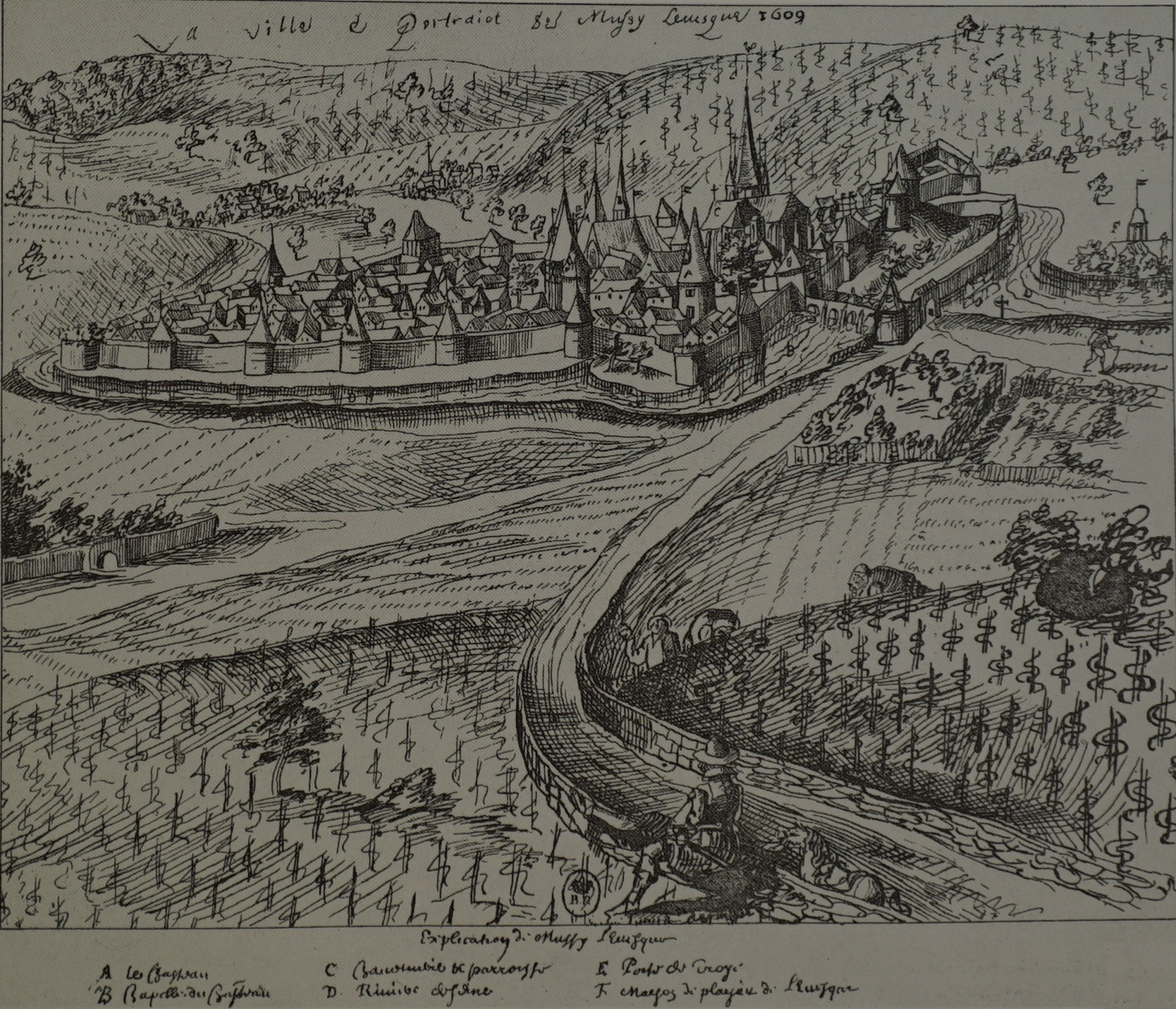
La ville en 1609 par Joachim Duviert.
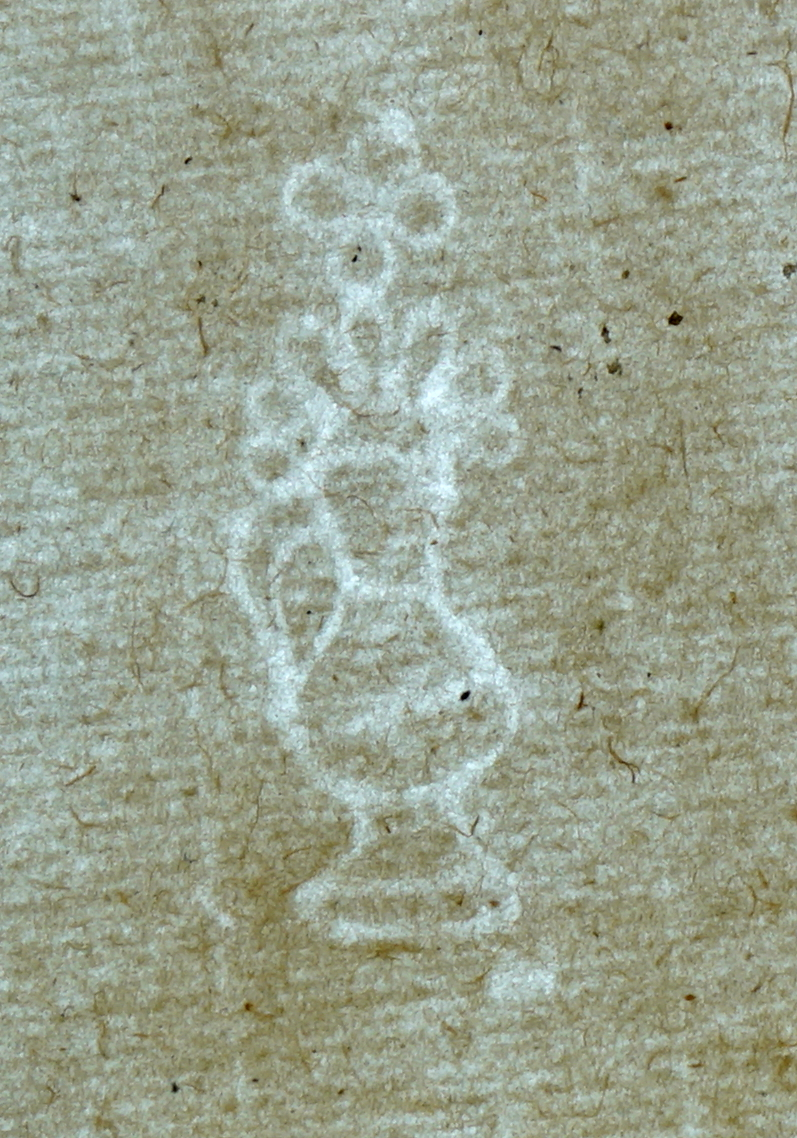
filigrane des Bernard.

Forte secousse de tremblement de terre dans la région le 29 septembre 1549 et le 1er juin 1683[à vérifier].
Un orage de grêle le 17 mai 1782 recouvrit la commune de plus de 20 cm de grêlons.
En 1789, Mussy était de l'intendance et de la généralité de Châlons, de l'élection de Bar-sur-Aube et du bailliage de Sens, il y avait un bailliage secondaire don dépendait Mussy et Sur Plaines.

### Château de Mussy

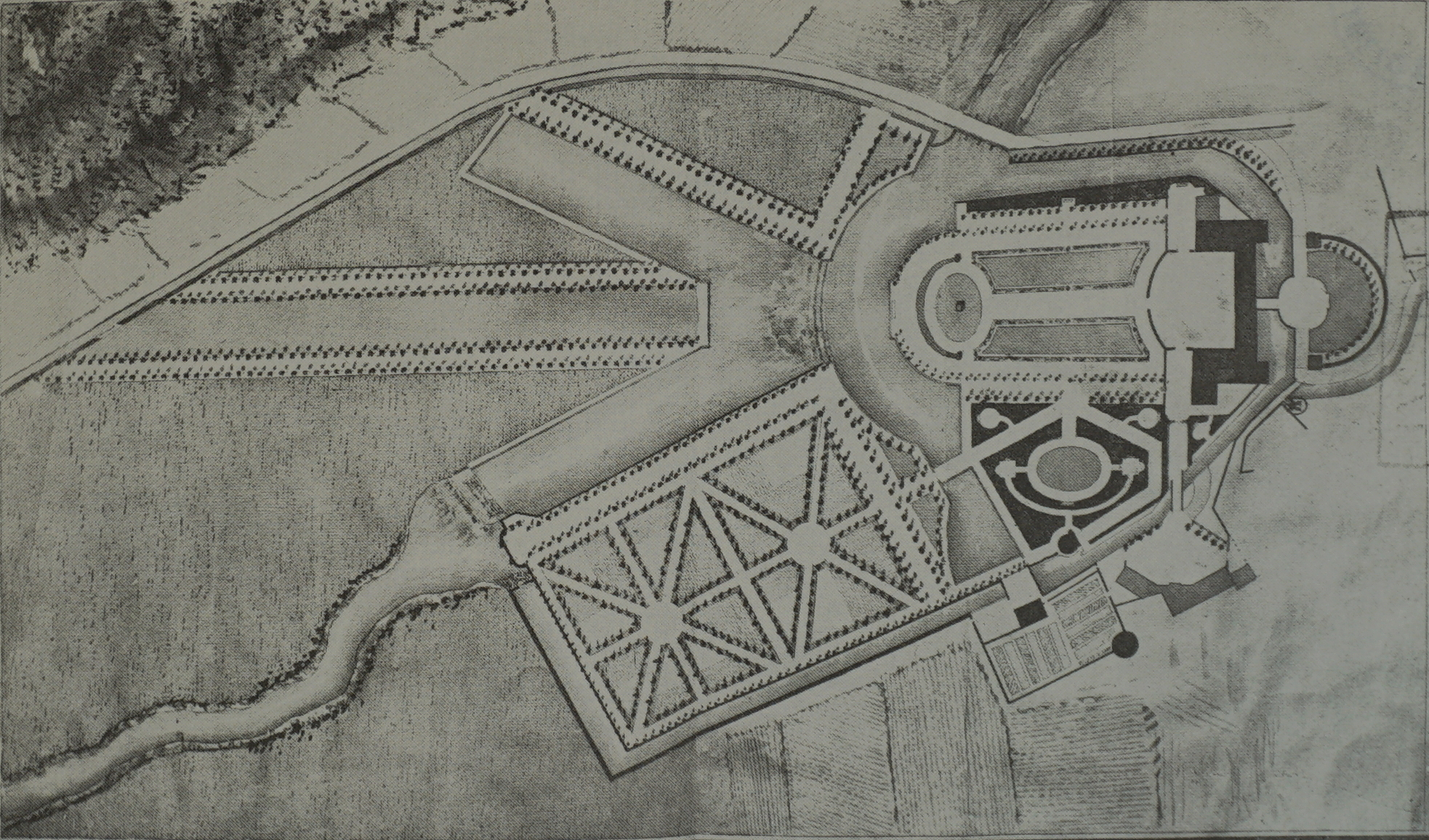
Le château de Mussy au XVIIIe, cabinet des estampes.

Même si la ville avait des fossés en 1153, il n'est pas cité de château, en 1232 il y a un châtelain à Mussy qui devait être installé en un château. Au cours de la guerre de Cent Ans le château est le siège de maint combats : mai 1431, le château tenu par les Anglais est repris par Charles VII ; juin 1433 le duc de Bourgogne y met le siège et prend la ville ; décembre 1440
prise par Alexandre Bâtard de Bourbon ; 1474 les Bourguignons tiennent la ville et Claude Dinteville en était le gouverneur. Le 24 avril 1617, un incendie ravageait le château, l'évêque Zamet fait citer la femme du receveur alors présente ; le château servait de garnison aux troupes du roi de lieu de stockage des deniers de l'État ce qui valu une remise pour huit années pour ces décimes dues, 1 300 livres par an. Un mémoire de 1735 nous le présente près de la collégiale, enceint de fossés et d'eau et une place était devant les deux corps de bâtiment flanqués de deux ailes en briques et pierres blanches et couvert d'ardoises. Il avait un jardin donnant sur la Seine. Il était vide de tous meubles en 1724, eut des réparations en 1773 faites par l'architecte Antoine et la réception faite par François Buron nous en donne une description, le rez-de-chaussée fait à neuf n'avait pas de décoration.
Saisi comme Bien national, il fut vendu 52 000 livres avec obligation d'en démolir les bâtiments. Ce fut fait pour partie mais furent conservés des bâtiments servant de grange, la chapelle qui servait encore de cuisine en 1866 et la chambre à coucher de l'évêque et sa bibliothèque furent transformés en mairie.

### Ville fortifiée
Philippe Auguste passe trois jours en les murs moenibus en 1186, elles permettent d'y tenir des foires. En effet Jean le Bon, en reconnaissance de cet effort des habitants pour y avoir construit et entretenu des murs leur accordait ce droit de foire.
Jean III d'Amboise, évêque de Langres, gouverneur de Bourgogne, fait reconstruire les fortifications de la ville. Les quatre portes de la ville étaient gardées par les habitants, mais les clefs déposées, pour la nuit au château de l'évêque. La ville était à la Ligue jusqu'en 1591.
Les portes : au nord la Bourdotte et celles des Corvées.

### Passé ferroviaire de la commune
|  |  |  |

De 1882 au 2 mars 1969, la commune  a été traversée par la ligne de chemin de fer de Troyes à Gray, qui, venant du nord de la gare de Plaines-Saint-Lange, suivait la rive gauche de la Seine, passait au milieu du village entre l'église et la mairie du village, s'arrêtait à la gare de Mussy et se dirigeait ensuite vers la gare de Pothières. 

La gare, dont les bâtiments sont encore présents de nos jours, était située au centre du village, Rue des Vignes.

L'horaire ci-dessus montre qu'en 1914, 4 trains s'arrêtaient chaque jour  à la gare de Mussy  dans le sens Troyes-Gray et 4 autres dans l'autre sens.

A une époque où le chemin de fer était le moyen de déplacement le plus pratique, cette ligne connaissait un important trafic de passagers et de marchandises.
	
À partir de 1950, avec l'amélioration des routes et le développement du transport automobile, le trafic ferroviaire a périclité et la ligne a été fermée le 2 mars 1969 au trafic voyageurs puis désaffectée.

## Politique et administration
Avant la Révolution, pas moins de 70 échevins, premiers échevins, procureurs syndics, maires royaux perpétuels se sont succédé à la tête de Mussy-l'Évêque.
La cité était la résidence d'été des évêques de Langres et à ce titre il faut citer César-Guillaume de La Luzerne, 100e évêque de Langres à qui l'on doit la plantation de la promenade à l'ouest de Mussy en 1771.
Ci après la liste des maires après la Révolution :

### Budget et fiscalité 2016
En 2016, le budget de la commune était constitué ainsi :
- total des produits de fonctionnement : 1 144 000 €, soit 1 070 € par habitant ;
- total des charges de fonctionnement : 782 000 €, soit 731 € par habitant ;
- total des ressources d'investissement : 1 131 000 €, soit 1 058 € par habitant ;
- total des emplois d'investissement : 1 168 000 €, soit 1 093 € par habitant ;
- endettement : 354 000 €, soit 331 € par habitant.

Avec les taux de fiscalité suivants :
- taxe d'habitation : 25,92 % ;
- taxe foncière sur les propriétés bâties : 16,66 % ;
- taxe foncière sur les propriétés non bâties : 24,04 % ;
- taxe additionnelle à la taxe foncière sur les propriétés non bâties : 22,28 % ;
- cotisation foncière des entreprises : 16,9 %.

Chiffres clés Revenus et pauvreté des ménages en 2014 : Médiane en 2014 du revenu disponible, par unité de consommation : 17 630 €.

## Population et société

### Démographie
L'évolution du nombre d'habitants est connue à travers les recensements de la population effectués dans la commune depuis 1793. Pour les communes de moins de 10 000 habitants, une enquête de recensement portant sur toute la population est réalisée tous les cinq ans, les populations de référence des années intermédiaires étant quant à elles estimées par interpolation ou extrapolation. Pour la commune, le premier recensement exhaustif entrant dans le cadre du nouveau dispositif a été réalisé en 2007.

En 2022, la commune comptait 944 habitants, en évolution de −8,44 % par rapport à 2016 (Aube : +0,7 %, France hors Mayotte : +2,11 %).
| 1793  | 1800  | 1806  | 1821  | 1831  | 1836  | 1841  | 1846  | 1851  |
| ----- | ----- | ----- | ----- | ----- | ----- | ----- | ----- | ----- |
| 1 633 | 1 580 | 1 774 | 1 537 | 1 730 | 1 720 | 1 706 | 1 795 | 1 804 |

| 1856  | 1861  | 1866  | 1872  | 1876  | 1881  | 1886  | 1891  | 1896  |
| ----- | ----- | ----- | ----- | ----- | ----- | ----- | ----- | ----- |
| 1 634 | 1 650 | 1 650 | 1 717 | 1 628 | 1 551 | 1 591 | 1 533 | 1 438 |

| 1901  | 1906  | 1911  | 1921  | 1926  | 1931  | 1936  | 1946  | 1954  |
| ----- | ----- | ----- | ----- | ----- | ----- | ----- | ----- | ----- |
| 1 390 | 1 414 | 1 310 | 1 154 | 1 273 | 1 294 | 1 425 | 1 316 | 1 227 |

| 1962  | 1968  | 1975  | 1982  | 1990  | 1999  | 2006  | 2007  | 2012  |
| ----- | ----- | ----- | ----- | ----- | ----- | ----- | ----- | ----- |
| 1 351 | 1 429 | 1 682 | 1 684 | 1 481 | 1 277 | 1 185 | 1 170 | 1 071 |

| 2017  | 2022 | - | - | - | - | - | - | - |
| ----- | ---- | - | - | - | - | - | - | - |
| 1 019 | 944  | - | - | - | - | - | - | - |

### Pyramide des âges
La population de la commune est relativement âgée.
En 2018, le taux de personnes d'un âge inférieur à 30 ans s'élève à 28,2 %, soit en dessous de la moyenne départementale (35,2 %). À l'inverse, le taux de personnes d'âge supérieur à 60 ans est de 37,7 % la même année, alors qu'il est de 27,7 % au niveau départemental.
En 2018, la commune comptait 489 hommes pour 530 femmes, soit un taux de 52,01 % de femmes, légèrement supérieur au taux départemental (51,41 %).
Les pyramides des âges de la commune et du département s'établissent comme suit.
| Hommes | Classe d’âge | Femmes |
| ------ | ------------ | ------ |
| 0,6    | 90 ou +      | 4,2    |
| 10,0   | 75-89 ans    | 16,3   |
| 21,9   | 60-74 ans    | 22,1   |
| 18,2   | 45-59 ans    | 21,0   |
| 17,8   | 30-44 ans    | 11,1   |
| 15,7   | 15-29 ans    | 11,1   |
| 15,7   | 0-14 ans     | 14,3   |

| Hommes | Classe d’âge | Femmes |
| ------ | ------------ | ------ |
| 0,8    | 90 ou +      | 2,1    |
| 7,4    | 75-89 ans    | 10,2   |
| 17,4   | 60-74 ans    | 18,4   |
| 19,4   | 45-59 ans    | 19     |
| 17,8   | 30-44 ans    | 17,3   |
| 18,3   | 15-29 ans    | 15,9   |
| 19     | 0-14 ans     | 17,1   |

### Sports et loisirs
- Football : (en sommeil)
- Karaté : Karaté Club musséen
- Cyclotourisme : Cyclo Club musséen
- Sports équestres : Le pied à l'étrier
- Tennis au Parc des Sports
- Chasse : Association de chasse de la Combe aux Loups
- Pêche : Société de la pêche muséenne
- Bibliothèque municipale et association du patrimoine
- GR, bord de Seine et dans les vignobles
- Forêt communale la plus importante de l'Aube[réf. nécessaire]
- Chemins de Mémoires (souvenir des combattants du maquis de Mussy-Grancey)

## Économie
Depuis les années 1950, les Expéditions polaires françaises ont emballé tout le matériel et approvisionnement destiné aux expéditions du Groenland et à la base antarctique Dumont-d'Urville (Terre-Adélie) dans des caisses en bois blanc cerclées d'acier fabriquées à Mussy-sur-Seine par la société Pakers Mussy. Chargées entre 20 et 40 kg, elles étaient connues par tout le personnel des différentes expéditions sous le nom de « caisses Mussy », ou plus brièvement des Mussy.

## Culture locale et patrimoine

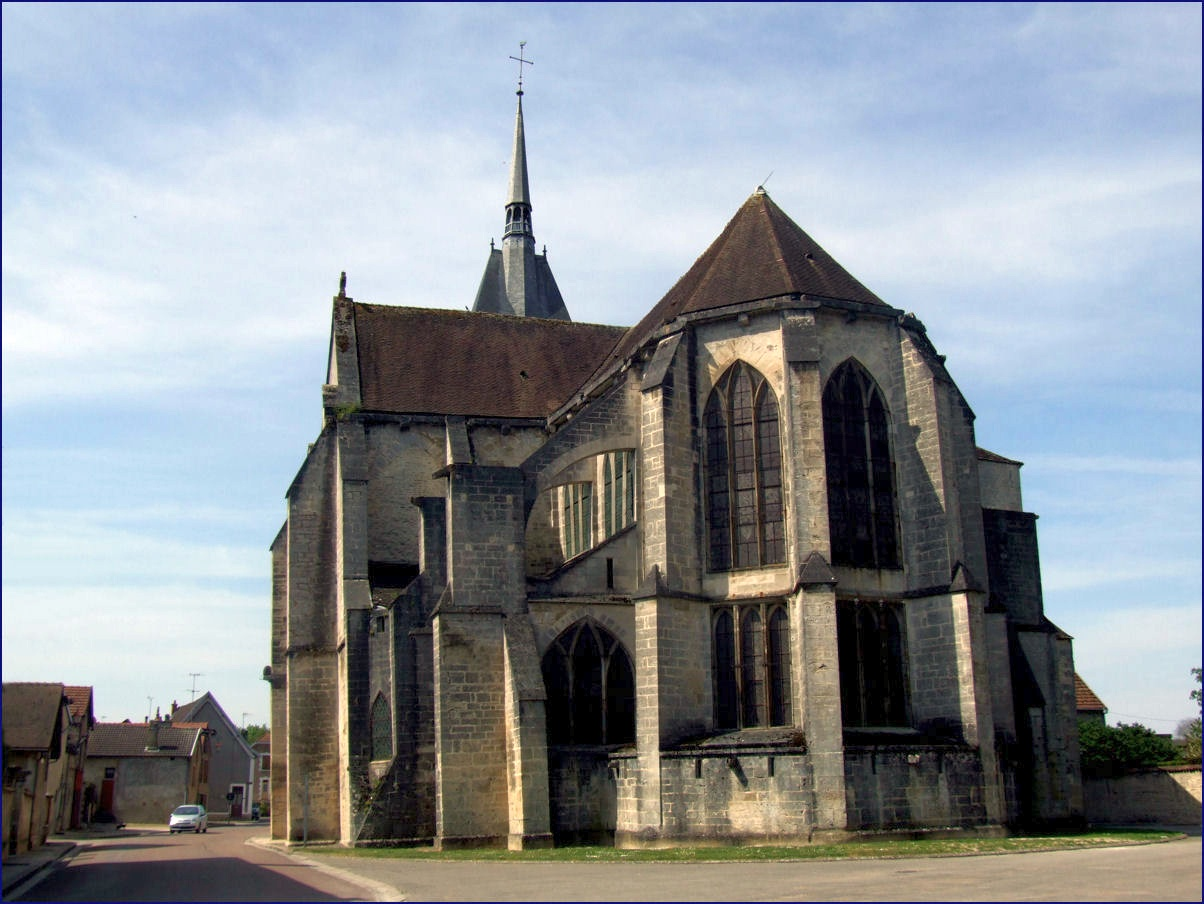
L'église Saint-Pierre-ès-Liens, abside.

### Lieux et monuments
- Église Saint-Pierre-ès-Liens (XIIIe siècle) classée aux monuments historiques en 1840
- Chapelle Saint-Roch
- Chapelle Sainte-Élisabeth
- Croix-de-Pitié (XVIe siècle)[29]
- Parties du palais d'été des Évêques de Langres (Mairie)
- Halles restaurées (XIXe siècle)
- Maison des Chanoines (XVIe siècle)
- Maison du Rabbin (XVIe siècle)
- Grenier à sel (XVe et XVIe siècles)[30]
- Monument du Maquis
- Musée de la Résistance de l'Aube
- Tour (XIIIe siècle)
- Tour du Boulevard[31]
- Vieilles rues : rue du Couvent, rue des Juifs, ruelle Mauconseil
- Promenade XVIIIe siècle (400 m bordés de tilleuls)
- Glacière du XVIIe-XVIIIe siècle

### Gastronomie et terroir

#### Le champagne
La commune est classée dans la zone AOC Champagne et à ce titre de nombreux producteurs locaux peuvent proposer leur production.

#### Le fromage de Mussy
Il existe à Mussy une longue tradition de maître fromager. Cette entreprise artisanale établie dans le village depuis la fin du XIXe siècle s'est toujours transmise par les femmes.
Les Colin (en 1895) et leur fille Georgette qui épousa Henri Chicolliet (en 1921), puis leur fille Paulette et son mari Pierre Bourgin (en 1963) tous contribuèrent à la renommée de leurs fromages et de leurs fabrications : Le Mussy-l'Évêque, fromage de la région.

### Personnalités liées à la commune
- Edme Boursault (1638-1701), homme de lettres.
- César-Guillaume de La Luzerne (1738-1821), évêque de Langres.
- Pauline de Beaumont (1768-1803), femme du monde et de lettres, amie de Chateaubriand.
- Henri Chantavoine (1850-1918), poète et homme de lettres.
- Jean Chantavoine (1877-1952), musicologue.
- Jean-François Burgelin (1936-2007), procureur général près la cour de cassation.
- Jean-François Kahn (1938-2025), journaliste.
- Olivier Kahn (1942-1999), chercheur en chimie.
- Axel Kahn (1944-2021), scientifique et médecin généticien, inhumé au cimetière communal.

### Héraldique
|  | Les armes de la ville se blasonnent ainsi : D'azur au sautoir cousu de gueules, cantonné de quatre fleurs de lys d’or. |